# Löpning

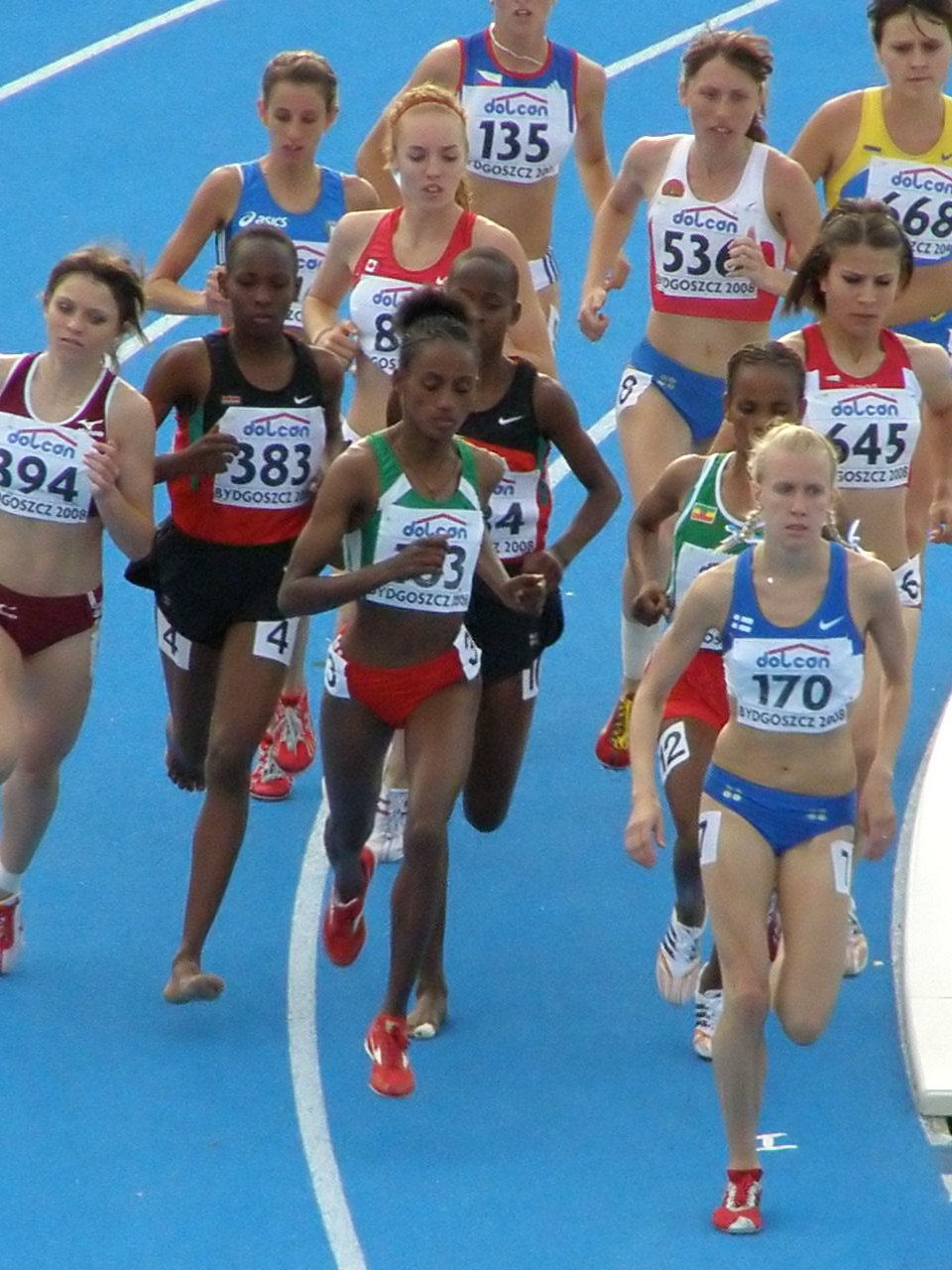
Löpare i finalen vid junior-VM i friidrott 2008.

Löpning är en kroppsaktivitet som går ut på att förflytta sig snabbt med hjälp av benen. Löpning utförs både som motionsidrott och som idrottsgren med ett antal tävlingsdistanser i friidrott och terränglöpning. Dessa är uppdelade på kort-, medel och långdistanslöpning (samt terränglöpning). Vid löpning har man, till skillnad mot gång, båda fötterna regelbundet ovan marken. Löpning utövas av löpare, vilka kan ha olika löpstilar.
Löpning begagnas också i samband med motionerande (motionslopp) och träning. En mindre intensiv motionsform av löpning är joggning.

## Definition och varianter
Löpning innebär att man springer, det vill säger förflyttar sig genom att endast ha en fot i taget i marken. En löpare kan ha olika löpstilar, med olika sorts pendling av armar, höga eller låga knälyft eller stegisättningar. I tävlingslöpning är stegen ofta längre vid kortdistanslöpning och kortare vid långdistanslöpning.

## Större tävlingar
Löpning ingår som en naturlig del i nationella mästerskapen, kontinentala mästerskapen och världsmästerskapen i friidrott. Dessutom finns den som del av friidrotten vid de Olympiska sommarspelen. Där tävlas både i banlöpning inne på stadion och i maraton på en stadsbana utefter gator och vägar.
De största svenska tävlingarna är Lidingöloppet, Stockholm Marathon och Göteborgsvarvet.

## Startregler
Vid kortdistanstävlingar, det vill säga lopp upp till och med 400 meter på bana, skall startblock användas. För övriga lopp är startblock förbjudet och endast fötterna får vidröra marken vid starten. Vid första tjuvstarten i ett lopp på 100 meter upp till 400 meter diskvalificeras den som tjuvstartat. Vid elektronisk startregistrering mäts reaktionstiden från startskottet tills en tryckökning sker av fötterna i startblocken. Om denna tid är mindre än 0,1 sekunder räknas det som tjuvstart.

## Tävlingstermer
Vid större tävlingar samlar de olika löpningsgrenarna ofta fler löpare än vad som samtidigt får plats på separata löparbanor på en stadion. Det är regel att man då delar upp kvalificeringen i ett antal olika steg/omgångar. På svenska kan dessa steg heta försök (alternativt heat), mellanheat, kvartsfinal, semifinal och final. De bäst placerade löparna samt de med bästa tider går vidare till nästa omgång. Kvartsfinaler är i de här sammanhangen inte nödvändigtvis fyra, och semifinaler är oftast tre till antalet. I det senare fallet, går ofta de två bäst placerade i varje semifinal samt de därefter två bästa tiderna vidare.
Genom åren har några specialuttryck myntats inom löpningen, bland annat genom massmedia. Några exempel:
- målrakan, upploppsrakan – den raka delen, raksträckan, av ett löparvarv som är närmast före mållinjen
- bortre rakan – den bortre raksträckan av ett löparvarv, på andra sidan innerplan, sedd från "målrakan"
- innerplan – ytan innanför löparbanorna
- rövarheat – ett försök/heat med extra många segerkandidater (används även inom andra tävlingar med kvalificeringslopp, som speedway[3] och simning[4]).[5]
- hänga på gärdesgården [gärsgårn] – preliminärt klara sig vidare från ett försök men på grund av hård konkurrens löpa stor risk att slutligen bli utslagen (i andra sammanhang "vara i ett kritiskt läge"[6])

## Träningstermer
Säsongen för tävlingslöpare är ofta indelade i olika träningsperioder. Några exempel:
- grundträning / uppbyggnadsperiod - under denna perioden bygger löparen upp sin kropp för att klara av den grenspecifika träningen [7]
- grenspecifik period - här tränar man specifikt mot sitt mål, t.ex. mycket långa intervaller i maratonfart om det är maraton man ska tävla på
- tävlingsperiod - sista veckorna inför loppet, många drar ner träningen lite sista veckan för att ha extra energi sparad till tävlingen
- återhämtningsperiod - när man har sprungit ett maraton behöver ofta kroppen en eller ett par veckor för att återhämta sig

Hur lång respektive period är beror på utövarens nivå och målsättning för året. T.ex. kan en maratonlöpare ha tre maraton på ett år, då lägger man ofta upp en grundperiod inför varje tävling, sedan en specifik maratonperiod och avslutningsvis den sista tävlingsförberedande perioden innan man återgår till återhämtning efter loppet.

## Historik
Löpning var hos forngrekerna den första av de i Olympia förekommande tävlingarna, och tävlingar är kända ända sedan Homeros’ tid. Femkamp och brottning infördes först 780 f.Kr. Krigarkapplöpning infördes 520 f.Kr. (löpning med sköldar). Löpningarna var såsom de äldsta tävlingarna de mest ansedda och försigick på tre olika distanser. Den första, dromos, löptes på rak bana från ena ändan av stadion till den andra. En lång rad av stenar, försedda med gropar till fäste för fötterna vid starten, var lagd i båda ändarna. Längs dessa stenplattor var stolpar resta, avdelande banan, så att tjugo löpare kunde starta samtidigt. Man hade försökstävlingar, och åtminstone andra gången löpte man i grupper om fyra i varje. Det andra loppet, diaulos, var en löpning på två stadier med start i ena ändan och en tvär helomvändning i den andra. Det tredje loppet, dolichos, var en uthållighetslöpning på sex, åtta, tolv och ända till tjugo stadier; även detta utfördes med tvära helomvändningar. Detta lopp översteg aldrig 5 000 meter, men var mycket ansträngande på grund av den djupa sand, som fanns i stadion, och på grund av de tvära helomvändningarna. Krigarloppet, sköldloppet, var på två stadier. Till en början löpte man i full rustning, men från 400 f. Kr. endast med hjälm och sköld.